# 成唯識論述記序釈
成唯識論述記序釈（じょうゆいしきろんじゅつきじょしゃく）また異称を唯識述記序釈（ゆいしきじゅつきじょしゃく）、成唯識述記序釈（じょうゆいしきじゅつきじょしゃく）、唯識論疏序釈（ゆいしきろんしょじょしゃく）、成唯識論序釈（じょうゆいしきろんじょしゃく）は、善珠により796（延暦15）年に著された成唯識論の注疏。

## 刊本
現存部分は1巻のみ。
- 仏書刊行会, ed. (1915), 大日本仏教全書, 80, 仏書刊行会
- 鈴木学術財団, ed. (1975), 日本大蔵経, 56, 鈴木学術財団
- 鈴木学術財団, ed. (1970), 大日本仏教全書, 22, 鈴木学術財団
- 高楠順次郎, ed. (1939), 大正新脩大蔵経, 65, 大正一切経刊行会

## 言語学的価値
上代特殊仮名遣を保存する資料の一つとして知られる。少数の訓註に万葉仮名が見られる。
また上代におおく撰せられた字音註をふくむ仏典註釈書の一つでもある。玉篇の引用が随所に見られることが特色である。

### 註
1. ↑  大野 1977, 988―90.
2. ↑  大野 1977, 748―49.
3. ↑  白藤 1970, 51 et passim.